# Marcus Vinicius
Marcus Vinicius (n. ? - d. după 4 AD) a fost un consul roman în 19 î.Hr. alături de Quintus Lucretius Vespillo și un comandant de oști. A fost cel mai experimentat general de la începutul Principatului. El a luat parte la campaniile romane din Panonia (anul 14 sau 13 î.Hr.) și Germania.

## Campania din Germania
În anii 8 și 7 î.Hr. împăratul Tiberius, urmașul lui Drusus, a trecut Rinul și a subjugat Germania. În jurul primului an al erei noastre, germanii s-au răsculat. Marcus Vinicius, potrivit istoricului roman Velleius, a fost comandantul oștilor romane și a avut în general succese, pentru care a primit onoruri, cum ar fi ornamenta triumphalia. Dar, împăratul a fost nevoit să treacă iar Rinul în anul 4 d.Hr. pentru a restabili dominația romană asupra Germaniei, dominație care începuse să se clatine.